# Кинг (округ, Вашингтон)
Кинг (англ. King County) — округ штата Вашингтон, США. Население округа на 2000 год составляло 1 737 034 человека. Административный центр округа — город Сиэтл.
Округ Кинг — один из трёх округов штата Вашингтон, входящих в городскую агломерацию Сиэтл-Такома-Белвью. Другие два округа — округ Снохомиш на севере и округ Пирс на юге. Около двух третей населения округа Кинг проживает в пригородах Сиэтла.

## История
Округ Кинг был выделен из территории округа Терстон 22 декабря 1852 года законодательным собранием территории Орегон и был назван в честь жителя Алабамы Уильяма Руфуса Кинга, который незадолго до того был избран вице-президентом США вместе с президентом Франклином Пирсом. Сиэтл стал административным центром округа 11 января 1853 года. Округ стал частью территории Вашингтон, когда она была создана в том же году.
Первоначально округ Кинг простирался до полуострова Олимпик. По словам историка Билла Спейдела, когда сторонники запрета алкоголя на полуострове угрожали закрыть салуны Сиэтла, Док Мейнард организовал движение за независимость полуострова; округ Кинг потерял территорию нынешнего округа Китсап, но сохранил свою индустрию развлечений.
Уголь был обнаружен в 1853 году доктором М. Бигелоу вдоль реки Блэк-Ривер, и в последующие десятилетия образовалось несколько компаний, которые занимались добычей угля вокруг озера Вашингтон и доставкой его в Сиэтл. В 1877 году железная дорога Сиэтла и Уолла-Уолла начала обслуживать угольные месторождения в Рентоне, а в 1878 году — в Ньюкасле. К 1880 году округ Кинг добывал 22 % угля, добываемого на Западном побережье, причем большая часть этого угля находилась в Малдунском угольном пласте Рентонской формации.

### Название
24 февраля 1986 года Совет округа Кинг одобрил предложение о переименовании округа в честь лидера гражданских прав Мартина Лютера Кинга-младшего (не родственника Уильяма Р. Кинга), сохранив название «округ Кинг» но изменив при этом его смысл. В предложении, среди прочих причин изменения, указано, что «Уильям Руфус ДеВейн Кинг был рабовладельцем», который «получал доход и поддерживал свой образ жизни за счет угнетения и эксплуатации других людей», в то время как вклад Мартина Лютера Кинга «хорошо задокументирован и отмечается миллионами людей по всей стране и во всем мире, и воплощает в себе качества, которыми граждане округа Кинг могут гордиться и называть своими».
Поскольку только штат может определять округа, изменения не были официально приняты до 19 апреля 2005 года, когда губернатор Кристин Грегуар подписала сенатский законопроект 5332, согласно которому «округ Кинг переименовывается в честь преподобного доктора Мартина Лютера Кинга-младшего» с 24 июля 2005 года.

## География
Округ занимает площадь 5506,3 км2.

## Демография
Согласно переписи населения 2000 года, в округе Кинг проживало 1 737 034 человек (данные Бюро переписи населения США). Плотность населения составляла 315,5 человек на квадратный километр.